# Švýcarsko na Zimních olympijských hrách 1984
Švýcarsko se účastnilo Zimní olympiády 1984. Zastupovalo ho 42 sportovců (29 mužů a 13 žen) v 8 sportech.

## Medailisté
| Medaile | Jméno                                                         | Sport           | Soutěž           |
| ------- | ------------------------------------------------------------- | --------------- | ---------------- |
| Zlato   | Max Julen                                                     | Alpské lyžování | Muži obří slalom |
| Zlato   | Michela Figiniová                                             | Alpské lyžování | Ženy sjezd       |
| Stříbro | Peter Müller                                                  | Alpské lyžování | Muži sjezd       |
| Stříbro | Maria Walliserová                                             | Alpské lyžování | Ženy sjezd       |
| Bronz   | Silvio Giobellina Heinz Stettler Urs Salzmann Rico Freiermuth | Boby            | Čtyřbob          |